# União das Freguesias de Belver e Mogo de Malta
Die União das Freguesias de Belver e Mogo de Malta ist eine portugiesische Gemeinde (Freguesia) im Kreis (Concelho) Carrazeda de Ansiães, Distrikt Bragança, im Nordosten Portugals.

## Geschichte
Die Gemeinde entstand im Zuge der Gebietsreform vom 29. September 2013 durch die Zusammenlegung der ehemaligen Gemeinden Belver und Mogo de Malta.
Mogo de Malta wurde Sitz der neuen Verwaltung.

## Demographie
| Freguesia | Freguesia              | Freguesia | Freguesia       | ehemalige Freguesias | ehemalige Freguesias | ehemalige Freguesias | ehemalige Freguesias |
| --------- | ---------------------- | --------- | --------------- | -------------------- | -------------------- | -------------------- | -------------------- |
| Wappen    | Freguesia              | Einwohner | Fläche in (km²) | Wappen               | Freguesia            | Einwohner            | Fläche in (km²)      |
|           | Belver e Mogo de Malta | 364       | 19,8            |                      | Belver               | 327                  | 10,39                |
|           | Belver e Mogo de Malta | 364       | 19,8            | Mogo de Malta        | 111                  | 9,41                 |                      |